# غول (نقاشی)

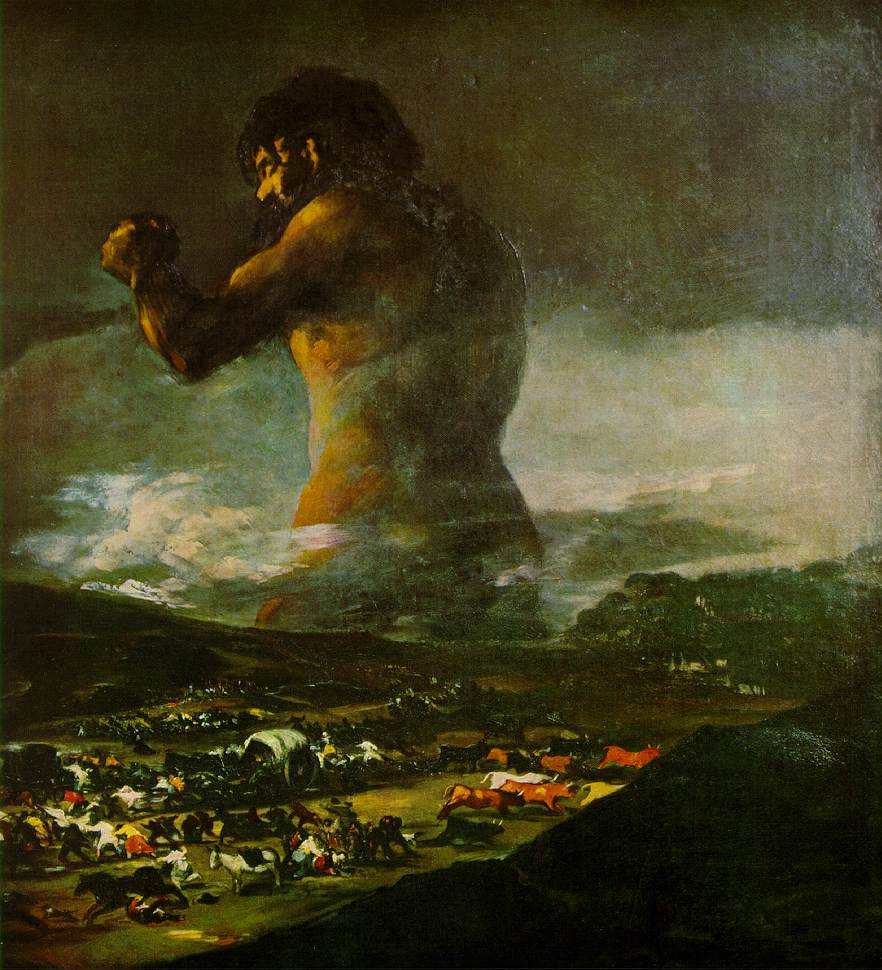
غول (۱۸۱۰ میلادی) اثری است که تا سال ۲۰۰۸ منسوب به نقاش اسپانیایی فرانسیسکو گویا (۱۷۴۶ - ۱۸۲۸ میلادی) بود اما اکنون رسماً آن را به‌عنوان اثری از آنسنسیو ژولیا از شاگردان وی می‌دادند.

غول (به اسپانیایی: El Coloso) (۱۸۱۰ میلادی) نام تابلوی نقاشی‌ای است که تا سال ۲۰۰۸ منسوب به نقاش اسپانیایی فرانسیسکو گویا (۱۷۴۶ - ۱۸۲۸ میلادی) بود اما اکنون رسماً آن را به‌عنوان اثری از آنسنسیو ژولیا از شاگردان وی می‌دانند. این اثر چند سال قبل از آن که کشف شود که اثر این نقاش مشهور نیست، بسیاری از کارشناسان را در مورد رسم این تابلو توسط وی به شک انداخته بود. غول بر خلاف دیگر آثار معروف فراسیسکو گویا، مانند دوم ماه مه ۱۸۰۸ و سوم ماه می ۱۸۰۸ یا ماجای برهنه، مورد توجه قرار نگرفته‌است که همین تفاوت نیز کارشناسان را بر آن داشت تا تحقیقات گسترده‌ای در رابطه با آن انجام دهند. در هنگام تحقیقات نیز، در گوشه ای از تابلو علامت A.J که در واقع امضای آنسنسیو ژولیا که یکی از شاگردان اوست، کشف شد و این دلیل نیز شک و تردیدها را در مورد عدم رسم تابلو توسط فرانسیسکو گویا به یقین تبدیل کرد.
فرانسیسکو گویا از آخرین بازماندگان نسل استادان کهنه‌کار اروپایی (به انگلیسی: The Old Masters) (لقبی که به نقاشان اروپایی پیش از قرن نوزدهم اطلاق می‌شد) و از پیشگامان دوران پیش از مدرنیسم است که فلسفه ذهنی و تکنیک به کار رفته در آثارش، سالها بعد مورد استفاده نقاشان بزرگی چون اوارد منت و پابلو پیکاسو قرار گرفت.
در این اثر، یک غول از یک روستای اسپانیایی در مقابل ارتش ناپلئون بناپارت که به غول اروپا (به انگلیسی: The Colossus of Europe) مشهور بود، محافظت می‌کند. این جنگ که هفت سال به طول انجامید در نهایت به استقلال اسپانیا در ۱۸۱۴ از فرانسه ختم شد.
تابلوی مشهور غول بین سال‌های ۱۸۰۸ تا ۱۸۱۲ کشیده شده‌است.
این اثر بی‌نظیر از سال ۱۹۳۱ جزء دارایی‌های موزه پرادوی اسپانیا بوده‌است. روی تابلوی کوچکی که کنار نقاشی غول در این موزه قرار دارد هنوز نام فرانسیسکو گویا به چشم می‌خورد البته مسئولان موزه به‌زودی این تابلو را برداشته و تابلوی جدیدی را در کنار این نقاشی نصب و احتمالاً روی آن خواهند نوشت «این نقاشی توسط یکی از دوستان گویا کشیده شده‌است.»
به این ترتیب موزه پرادو یکی از مهم‌ترین تابلوهای گویا را از دست می‌دهد. این تابلو که بیش از نیم قرن مظهر نیروی خلاقیت فرانسیسکو گویا نقاش سرشناس اسپانیایی به‌شمار می‌رفت یکی از بزرگ‌ترین دیدنی‌های موزه پرادو بود که همواره مورد شگفتی دوستداران هنر در سراسر جهان قرار می‌گرفت و در منابع تخصصی هنر از این تابلو بیش از دیگر آثار گویا یاد می‌شد.